# Alien vs. Predator (franquia)
Alien vs. Predator, ou Aliens versus Predator (abreviado como: AVP; br / pt: Alien vs. Predador) é uma franquia de mídias de ficção científica e ação criada pelos roteiristas de quadrinhos Randy Stradley e Chris Warner. A série é um crossover entre as franquias Alien e Predator, descrevendo as duas espécies como estando em conflito entre si. Começou como uma série de quadrinhos em 1989, antes de ser adaptado para uma série de videogames nos anos 90. Produzida e distribuída pela 20th Century Fox, a série de filmes começou com Alien vs. Predator (2004), dirigido por Paul W. S. Anderson, e foi seguido por Aliens vs. Predator: Requiem (2007), dirigido pelos Irmãos Strause, e pelo desenvolvimento de um terceiro filme há muito que rumores. A série levou a numerosos romances, quadrinhos e spin-offs de videogames, como Aliens vs. Predator, lançado em 2010, para críticas geralmente positivas.

## Cenário
A franquia Alien vs. Predator descreve uma série de encontros mortais entre a humanidade e duas espécies extraterrestres hostis: Aliens, ferozes e endo-parasitoides; e os Predadores, guerreiros tecnologicamente avançados que caçam outras formas de vida perigosas para o esporte. Transpirando predominantemente nos dias atuais do século XXI, a série atua como um prequel da franquia Alien e spin-off da franquia Predator, retratando os primeiros encontros da humanidade com ambas as espécies exóticas e como elas moldam a civilização humana que é vista no filmes da série
Alien.
Ao longo da série, o público vê o envolvimento dos precursores da Weyland-Yutani Corporation na história dessas criaturas alienígenas, como a Weyland Industries, liderada por Charles Bishop Weyland, busca a imortalidade e o avanço da empresa, enquanto a Yutani Corporation, liderada por Ms Yutani, procura estudar essas criaturas alienígenas e adquirir sua tecnologia para fins científicos e militares. Entre as ações das duas empresas, personagens civis são forçados a sobreviver a infestações de alienígenas e a confrontos com Predadores, levando à futura fusão entre as duas empresas e ao desenvolvimento de viagens interestelares e outras tecnologias avançadas.

## Antecedentes
Originalmente, haviam duas séries filmes de ficção científica. Alien de Ridley Scott foi lançado em 1979. Este primeiro filme estabelece as bases do universo: a criatura Alien, a Weyland-Yutani Company e os seres humanos que colonizam o espaço. O segundo filme, Aliens de James Cameron em 1986, desenvolve esse universo: a Marinha Colonial aparece e o cenário permite conhecer um pouco mais sobre a empresa e o modo de vida do Alien. O ano seguinte foi lançado nas telas de Predator. Dirigida por John McTiernan, a história deste filme é contemporânea quando foi lançada. Um comando de elite é confrontado, durante uma missão na selva, com uma criatura alienígena cujo passatempo favorito é caçar outras formas de vida inteligente.
A primeira história em quadrinhos de Alien vs. Predator foi publicada pela Dark Horse Comics em Dark Horse Presents #34–36 (novembro de 1989 a fevereiro de 1990). Em novembro de 1990, o Predator 2 foi lançado nos cinemas e incluiu uma cena representando um crânio de um Alien (Xenomorfo) como um dos troféus do Predator. Outros encontros das duas criaturas são feitas com personagens tão diversos quanto Terminator, Superman, RoboCop ou Batman.
Nos próximos anos, a Fox havia buscado uma adaptação cinematográfica do conceito para avançar ainda mais as franquias Alien e Predator, e Peter Briggs foi encarregado do trabalho de escrever um roteiro inicial para o projeto e, eventualmente, lançou uma ideia intitulada The Hunt: Alien Predator em 1994, mas o argumento foi rejeitado e o desenvolvimento do filme permaneceu paralisado durante quase uma década, antes que o primeiro longa-metragem finalmente fosse lançado em 2004 sob o comando de Paul W. S. Anderson, intitulado Alien vs. Predator, com uma sequência dos Irmãos Strause, intitulada Aliens vs. Predator: Requiem, lançada em 2007. Ellen Ripley não aparece nesta franquia, pois ocorre mais de um século antes dos eventos da série Alien.

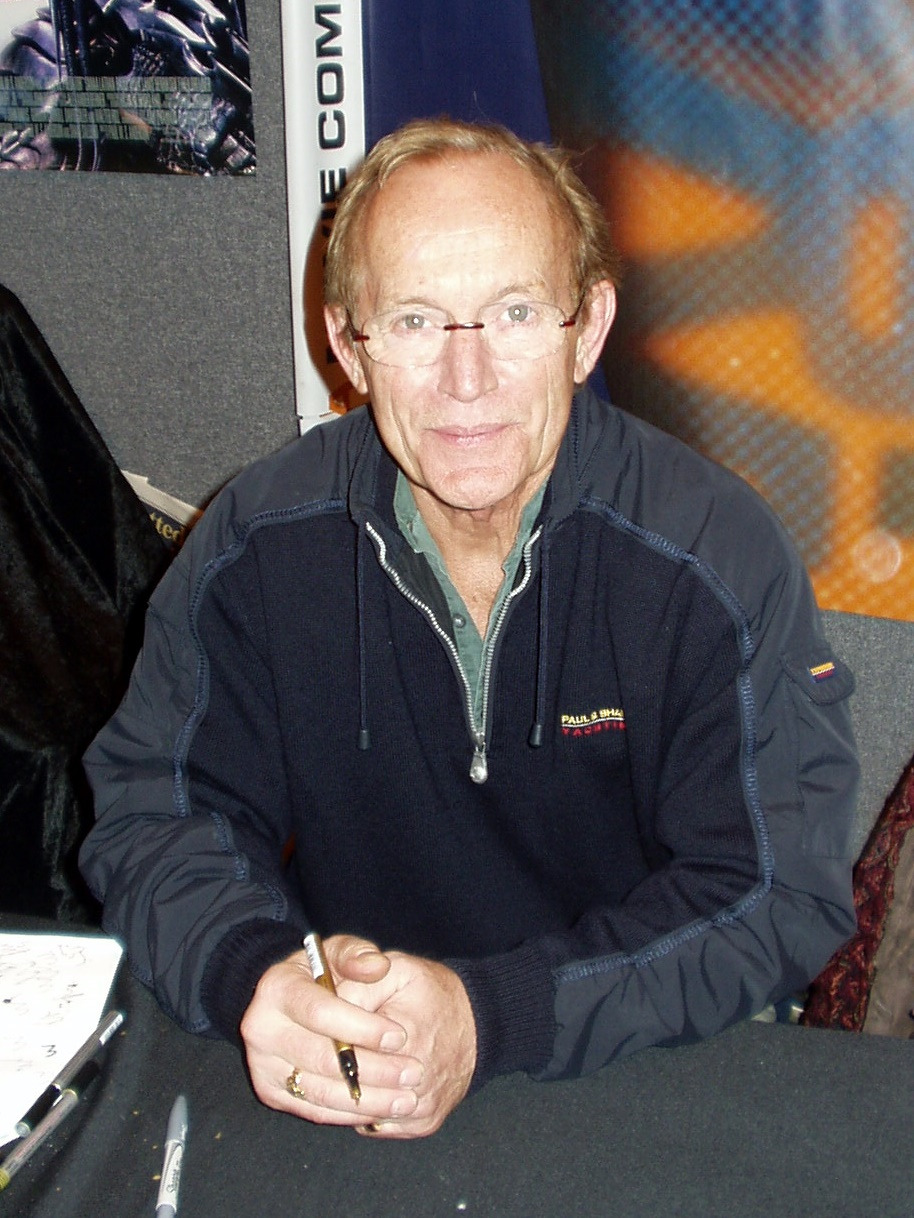
Lance Henriksen foi o primeiro a ser escalado em Alien vs. Predator, pois Anderson queria manter a continuidade da série Alien.

O primeiro ator a ser escolhido para Alien vs. Predator foi Lance Henriksen, que interpretou os personagens Bishop e Michael Bishop Weyland em Aliens e Alien 3 (e Aliens: Colonial Marines). Embora os filmes de Alien sejam ambientados 150 anos no futuro, Anderson queria manter a continuidade da série incluindo um ator familiar. Henriksen interpreta o bilionário e engenheiro autodidata Charles Bishop Weyland, um personagem que se une à Weyland-Yutani Corporation como fundador e CEO original da Weyland Industries (a empresa mais tarde adquirida por Sir Peter Weyland em Prometheus em 2012, depois de Charles ' oito anos antes em 2004). Mais tarde, Henriksen voltou à franquia através do papel de Karl Bishop Weyland, um descendente de Charles Weyland, no videogame Aliens vs. Predator de 2010.
Segundo Anderson, Weyland se tornou conhecido pela descoberta da pirâmide e, como resultado, a Weyland-Yutani Corporation modela o androide Bishop nos filmes de Alien depois dele; "Quando o androide Bishop é criado em 150 anos, é criado com a face do criador. É como a Microsoft construindo um androide em 100 anos com a face de Bill Gates". Os Irmãos Strause declararam ainda como o final de sua sequela se consolidou ainda mais ao estabelecer o futuro do universo ao adquirir a tecnologia Predator adquirida pela Yutani Corporation (e, por extensão, o Projeto Stargazer dos filmes Predator) agir como um impulso para o desenvolvimento de tecnologias avançadas como a FTL (viagens mais rápida que a luz) montadas a bordo de naves espaciais como a Prometheus e a Nostromo (levando aos eventos dos filmes Alien).
O legado do universo compartilhado também se mostrou em filmes posteriores. No filme Predators de 2010, quando o grupo de protagonistas principais entra no campo dos Predadores, há uma breve visão de uma caveira Alien no chão (bem como a mandíbula inferior de uma alienígena no capacete do predador Berserker), referindo-se para o momento semelhante do Predator 2, quando uma caveira Alien é vista na sala de troféus da nave espacial Predator. Além disso, o filme de 2018 intitulado The Predator apresentou várias referências a Alien vs. Predator, como shurikens, desenhos de máscaras e a lança de Alexa, que o Predator chamou Scar de uma cauda alienígena. Um final alternativo para o The Predator, exibindo um pod da Weyland-Yutani Corp contendo Ripley e Newt de Aliens (ambas interpretados por Breanna Watkins) usando um aparelho de respiração da Weyland-Yutani em forma de um facehugger, também pretendia se conectar ainda mais aos filmes de Alien.

## Filmes
| Filme                        | Data de lançamento     | Diretor(es)          | Roteirista(s)       | História(s)                                        | Produtor(es)                                          |
| ---------------------------- | ---------------------- | -------------------- | ------------------- | -------------------------------------------------- | ----------------------------------------------------- |
| Alien vs. Predator           | 13 de agosto de 2004   | Paul W. S. Anderson  | Paul W. S. Anderson | Dan O'Bannon, Ronald Shusett e Paul W. S. Anderson | John Davis, David Giler, Walter Hill e Gordon Carroll |
| Aliens vs. Predator: Requiem | 25 de dezembro de 2007 | Greg e Colin Strause | Shane Salerno       | Shane Salerno                                      | John Davis, David Giler e Walter Hill                 |

### Alien vs. Predator(2004)
Em 2004, uma nave-mãe Predadora chega à órbita da Terra para atrair humanos para um antigo campo de treinamento Predador em Bouvetøya, uma ilha a cerca de mil quilômetros ao norte da Antártica. Uma antiga pirâmide soterrada emite uma "explosão de calor" que atrai um grupo de exploradores liderados pelo bilionário e engenheiro autodidata Charles Bishop Weyland (Lance Henriksen), o fundador e CEO original das Weyland Industries, que, sem saber, ativa uma linha de produção de ovos Alien com uma rainha Alien em hibernação agora despertada dentro da pirâmide. A seguir, três Predadores descem ao planeta e entram na estrutura, matando todos os humanos em seu caminho com a intenção de caçar os Aliens recém-formados, enquanto os exploradores humanos dispersos são capturados vivos por Aliens e implantados com embriões. Dois Predadores morrem na batalha que se segue com um Alien, enquanto o terceiro se alia à humana sobrevivente, Alexa "Lex" Woods (Sanaa Lathan); ambos saem da pirâmide que é destruída pela bomba de pulso do Predador e eventualmente batalham com a rainha Alien que escapou até a superfície. A rainha é derrotada ao ser arrastada por uma torre de água para as profundezas escuras do mar congelado, mas não antes de ferir fatalmente o último Predador. A nave-mãe Predadora em órbita abre-se e a tripulação recupera o corpo do Predador caído. Um Predador ancião dá a Lex uma lança como sinal de respeito e depois parte. Uma vez em órbita, é revelado que um Alien Chestburster estava presente dentro do cadáver, e assim um híbrido Predalien nasce.

### Aliens vs. Predator: Requiem(2007)
Situado imediatamente após os eventos do filme anterior, o híbrido Predalien a bordo da nave de observação Predadora, depois de se separar da nave-mãe mostrada no filme anterior, cresceu para o tamanho adulto e começa a matar os Predadores a bordo da nave, fazendo com que ele acidente na pequena cidade de Gunnison, Colorado. O último Predador sobrevivente ativa um sinal de emergência contendo uma gravação de vídeo do Predalien, que é recebida por um veterano Predador no mundo natal do Predador, que parte em direção à Terra para "limpar" a infestação. Quando chega, o Predador rastreia os Aliens em uma seção do esgoto abaixo da cidade. Ele remove evidências de sua presença enquanto se move usando um líquido azul corrosivo e usa uma rede de laser para tentar conter as criaturas, mas os alienígenas ainda conseguem escapar para a cidade acima. O Predador modela uma pistola de plasma de seu lançador de plasma restante e caça Aliens por toda a cidade, cortando acidentalmente a energia da cidade no processo. Durante um confronto com sobreviventes humanos, o Predador perde sua pistola de plasma. O Predador então luta com o Predalien sozinho, e os dois se ferem mortalmente no momento em que a Força Aérea dos Estados Unidos lança uma bomba nuclear tática na cidade, incinerando ambos os combatentes junto com os guerreiros e a colmeia do Predalien, bem como os poucos humanos restantes na cidade. A pistola de plasma recuperada é então levada a uma Srª Yutani, da Yutani Corporation, prenunciando um avanço na tecnologia que levaria aos eventos futuros dos filmes Alien.

## Futuro
Colin e Greg Strause estavam convencidos de que queriam desenvolver Alien vs. Predator 3 durante a produção de Aliens vs. Predator: Requiem. Eles essencialmente procuraram fazer um filme AVP no espaço e ambientado no futuro, mas quando foram contratados, a 20th Century Fox já havia decidido dar prosseguimento com o roteiro de Salerno na Terra. Eles incorporaram elementos das ideias dele no segundo filme, como o planeta natal dos Predadores. Em 2008, “uma fonte anônima da 20th Century Fox entrou em contato conosco no fim de semana para transmitir as notícias de que outra sequência de Aliens vs. Predator é uma 'certeza' neste momento. Se você se lembra, os irmãos Strause – que lideraram o lançamento de Natal Aliens vs. Predator: Requiem – afirmaram que a Fox adotaria uma abordagem de 'esperar para ver' para um terceiro capítulo, além disso, que a história teria que continuar em espaço."
Em 28 de outubro de 2010, o io9 publicou uma entrevista exclusiva com os Irmãos Strause, na qual eles revelaram que Alien vs. Predator 3 teria levado diretamente a Alien. Greg Strause afirmou que "o final original da AVPR, que nós os lançamos, acabou na casa dos Alien [sic] e, na verdade, partindo da arma do Predador, que você vê no final, passaria a transição daquela arma para o logotipo de uma nave espacial Weyland-Yutani que estava indo para um planeta Alien. E então estávamos indo para a superfície [do planeta Alien] e você veria uma caçada acontecendo. ser uma tribo inteira de predadores indo contra essa criatura que chamamos de "Rei Alien". É uma coisa alienígena gigante e alada. E esse seria o ponto de partida, para mostrar que o fato de a arma do Predator [no final da AVPR ] é o ímpeto de todos os avanços tecnológicos que permitiram que os humanos viajassem no espaço, o que leva à linha do tempo de Alien."
Quando perguntado sobre a sequência final de Aliens vs. Predator: Requiem, que a arma do Predator entregue a Yutani nos levaria a seres humanos desenvolvendo tecnologia avançada de viagens espaciais, Greg afirmou: "Essa foi a ideia. Eles nunca tiveram nenhuma das equipamento dos primeiros Predadores. É a primeira vez que eles recebem qualquer tecnologia de trabalho intacta, para que eles possam fazer isso e fazer engenharia reversa, descobrir qual era a fonte de energia – todas essas coisas. E, em teoria, isso permitiria que empresa [Weyland-Yutani] para fazer avanços maciços em tecnologia e dominar a indústria espacial.Essa era a ideia, era literalmente continuar com Yutani pegando a arma – e depois cortando para 50 anos no futuro, e agora há naves espaciais "Nós fizemos um salto quântico nas viagens espaciais. Isso definiria o final, que definiria o que seria o AVP, que aconteceria 100 anos no futuro. Esse era o tipo de plano".
Liam O'Donnell, que trabalhou como consultor de efeitos visuais no Requiem, escreveu um tratamento de roteiro para o AVP3 durante a produção do Requiem, que será ambientado na África do Sul cerca de cinquenta anos no futuro, quando o aquecimento global derreter as calotas polares (e liberar a Rainha Alien da Antártica), apresentando a fusão e o domínio global da Weyland-Yutani Corporation e seu desenvolvimento de viagens interestelares com base na tecnologia Predador recuperada da Gunnison.
Em 2012, What Culture declarou que "certamente, em algum momento no futuro, veremos uma terceira tentativa de um filme da AVP " e listou cinco razões principais que fariam a terceira sequência funcionar – a saber, a inclusão de fuzileiros navais coloniais, um forte personagem principal, não há predadores se unindo a humanos, sequências de ação memoráveis, além de um ótimo diretor.
Em 2015, tendo trabalhado nos efeitos especiais de Aliens vs. Predator: Requiem, o maquiador de efeitos visuais David Woodruff (filho de Tom Woodruff que trabalhou nas franquias Alien – e Terminator ) participou de uma entrevista com TheTerminatorFans, e Quando perguntado sobre a situação de um terceiro capítulo na trilogia AVP, ele declarou: "Não ouvi nada sobre uma terceira parte, nem mesmo boatos. Este projeto de Neill Blomkamp é a primeira possibilidade que eu já vi ou ouvi falar de outro filme Alien e eu sou a favor. Eu sei que os caras da Amalgamated Dynamics também estão pressionando por algo assim. Está na hora."
Em 2015, durante o London Film and Comic Con, Sigourney Weaver afirmou que pediu para matar Ripley no Alien 3 porque sabia que a Fox estava avançando com Alien vs. Predator.(roteirista de The Hunt: Alien vs. Predator) respondeu elogiando todos os filmes da franquia e salientando que os filmes da AVP foram mais bem-sucedidos do que os dois últimos filmes de Weaver, e observando que "Existe um ótimo Filme Alien vs. Predator ainda a ser produzido por alguém. Isso ainda não aconteceu."
Em meados de 2018, Shane Black, diretor do The Predator, twittou sua crença de que um terceiro Alien vs. Predator ainda pode acontecer, indicando o interesse do estúdio em ambas as franquias. Um artigo do ComicBookRumours.com de julho sugeriu que a Fox poderia tentar um " AVP Cinematic Universe" depois que Ridley Scott terminar de fazer os prequels de Alien, após o que a Fox considerou um "reboot suave" da série Alien com personagens novos/originais, um novo definição e nova linha do tempo, que o mesmo artigo também sugeriu, se isso acontecesse, poderia ocorrer dentro da mesma continuidade que os filmes Predator e AVP. Observando Predators contou com uma participação especial de Alien (juntamente com outras referências a Aliens) e a lança de cauda Xenomorph de Lex Wood de Alien vs. Predator apareceu em The Predator. Finais alternativos produzidos para o The Predator exibindo uma cápsula Weyland-Yutani Corp contendo Ripley e Newt (ambas interpretados por Breanna Watkins) usando um aparelho de respiração Weyland-Yutani em forma de facehugger, também se destinavam a se conectar ainda mais aos filmes Alien.
Após a aquisição da 21st Century Fox pela The Walt Disney Company, foi confirmado no CinemaCon 2019 que futuros filmes de Alien e Predator estão em desenvolvimento.
Uma série de anime está em andamento e está na plataforma de streaming Netflix.

## Outras mídias
Existe um grande número de spin-offs em outras mídias, incluindo um grande número de crossovers no universo fictício Alien/Predator.

### Romances
Vários romances baseadas nos filmes foram lançadas.
- Aliens vs. Predator: Prey (1994) por Steve Perry
- Aliens vs. Predator: Hunter's Planet (1994) por Dave Bischoff
- Aliens vs. Predator: War (1999) por S. D. Perry
- Alien vs Predator: A Novelização do Filme (2004) por Marc Cerasini
- Alien vs. Predator: Armageddon (2016) por Tim Lebbon
- The Complete Aliens vs. Predator Omnibus – que reune Prey, Hunter's Planet e War (Titan Books, novembro de 2016, ISBN 1-78565-199-4

### Quadrinhos
A Dark Horse Comics publicou várias linhas baseadas na franquia. As séries Fire and Stone (2014-2015) e Life and Death (2016-2017) exploraram ainda mais o que aconteceu no universo Alien, Predator, Alien vs. Predator e Prometheus, após os eventos do filme de 2012 Prometheus.

### Livros
Outros livros que expandem esse universo fictício foram lançados ao longo dos anos e também descrevem os antecedentes dos filmes, incluindo obras da empresa de efeitos especiais Amalgamated Dynamics Incorporated (ADI), que trabalhou com os filmes Alien, Predator, and Alien vs. Predator.
- Aliens versus Predator: Prima's Official Strategy Guide (1999)
- Aliens versus Predator: Gold Edition: Prima's Official Strategy Guide (2000)
- Aliens versus Predator 2: Prima's Official Strategy Guide (2001)
- Alien vs. Predator: The Creature Effects of ADI (por Alec Gillis e Tom Woodruff, Jr., Design Studio Press, agosto de 2004, ISBN 0-9726676-5-2)
- Aliens/Predator: Panel to Panel (2006)
- Aliens vs. Predator: Requiem – Inside the Monster Shop (de Alec Gillis e Tom Woodruff, Jr., Design Studio Press, dezembro de 2007, ISBN 1-933492-55-4, Titan Books, janeiro de 2008, ISBN 1-84576-909-0)
- Aliens vs. Predator: Bradygames Official Strategy Guide (2010)
- Beautiful Monsters: The Unofficial and Unauthorised Guide to the Alien and Predator Films (por David A. McIntee, Telos, 272 páginas, 2005, ISBN 1-903889-94-4)

### Cordel
Após o lançamento do primeiro filme de Alien vs. Predador, o escritor de cordel Izaías Gomes de Assis publicou um livreto ilustrado intitulado Alien e Predador Versus Lampião: A batalha mais horripilante do universo (Chico Editora, 2004, 12 pág.). Na história em formato de poesia, Virgulino descobre um Alien e um Predador lutando entre si em Mossoró, RN; ao avistarem o cangaceiro, os dois extraterrestres atacam-no violentamente, mas ele os vence a ambos sozinho. Com o segundo filme, Aliens vs. Predator: Requiem, o cordelista escreveu uma continuação com um novo confronto épico, Alien e Predador Versus Lampião II: A carnificina continua (Isvá Editora, 2007, 18 pág.). Ambos os livretos são também vendidos como volume único em formato de ebook, e uma audionarração independente foi feita por Samir Tuffy para o podcast Ilumiara.

### Videogames
O beat 'em up Alien vs. Predator (1993) desenvolvido pela Jorudan e publicado pela Activision (NA, PAL) e IGS (JP).
Uma versão de Alien vs Predator: The Last of His Clan para Game Boy.
Um jogo de arcade Alien vs Predator foi lançado pela Capcom em 1994. Dois outros jogos de Alien vs Predator também foram publicados pela Activision para o Super Nintendo e Game Boy em 1993. Havia também vários jogos para celular Alien vs. Predator e dois títulos cancelados para o Atari Lynx e Game Boy Advance.
Em 1994, a Atari Corporation lançou o jogo de tiro em primeira pessoa desenvolvido pela Rebellion Developments, Alien vs Predator, para o Atari Jaguar, no qual alguém poderia jogar como um Marine, Predador ou Alien. Rebellion então desenvolveu o Aliens versus Predator, de 1999, com o mesmo tema para o PC. Isso foi seguido por, entre outros, Aliens versus Predator 2 e o pacote de expansão Aliens versus Predator 2: Primal Hunt. Em 2010, a Sega lançou um reboot, Aliens vs. Predator, um jogo de tiro em primeira pessoa multiplataforma também produzido por Rebellion e vinculado à linha do tempo dos filmes.
Alien e Predador aparecem como personagens para download em Mortal Kombat X (2015).

### Pinball
A Zen Studios desenvolveu e lançou um pinball virtual baseado no filme Aliens de 1986, no filme Alien vs. Predator de 2004 e no videogame Alien: Isolation na coleção Aliens vs. Pinball de 2014, disponível como um pacote adicional para Zen Pinball 2, Pinball FX 2 e Pinball FX 3 em 26 de abril de 2016. As três tabelas apresentam figuras animadas em 3D de Ellen Ripley, Alexa Woods, Amanda Ripley, o Alien e o Predator.

### Jogos de tabuleiro
- Aliens/Predator (1997)[24]
- Aliens vs. Predator: Alien Resurrection Expansion Set (1998)[25]
- Aliens vs. Predator (2010)[26]
- AVP: The Hunt Begins (2015) – em 2013, a Prodos obteve a licença da 20th Century Fox para fazer um jogo de tabuleiro e o financiou com sucesso no Kickstarter.[27][28][29][30]
- AVP: Alien Warriors (2015)[31]
- Clue: Alien vs. Predator (2016)[32][33]
- AVP: Unleashed (2017)[34][35]
- AVP: Evolved Aliens (2018)[36]
- AVP: Hot Landing Zone (2019)[37][38]

### Action figures
Durante as décadas de 1980 e 1990, a Halcyon Models lançou dezessete kits de modelos Alien, começando em 1987, bem como um kit de modelo Predator 2 em 1994. Em 1994, Kenner lançou uma coleção de action figures conhecidas como Aliens vs. Predator. Isto seguiu as duas séries iniciais de Aliens que foram baseadas em uma série animada, Operation: Aliens, que nunca foi transmitida. Como tal, a inclusão do Predator é frequentemente considerada a 3ª e a 4ª série da linha Aliens. Essa coleção inclui vários Aliens, muitos dos quais com recursos de ataque integrados, e Predadores, que incluem máscaras removíveis e armas de batalha, como lanças e lançadores de mísseis. As figuras geralmente possuem 5 pontos de articulação, e algumas incluem uma mini-revista em quadrinhos da Dark Horse.
Embora a coleção como um todo seja conhecida como Aliens vs. Predator, os dois tipos de personagens têm seu próprio card, que apenas apresenta o personagem em questão. Uma exceção seria o Aliens vs. Predator 2-pack. Desde que os fuzileiros espaciais humanos foram incluídos na linha de Aliens inicial, o Predador foi comercializado como um inimigo alternativo aos Aliens. Uma cad diz: "O cenário está montado para os dois inimigos mais ferozes do universo. São os Aliens horríveis e malignos contra o grande caçador Predador. Quem vencerá… a besta ou o caçador? O Predador pode parar os maléficos Aliens antes que a galáxia seja destruída?!?!?!"
Em 1998, a Kay Bee Toys lançou a linha Aliens: Hive Wars, produzida pela Kenner, com Aliens, Marines e Predators. Mais figuras, incluindo uma Predadora e um pack Alien/Predator/Smash Mason 3, foram projetadas para esta série, mas nunca lançadas como parte da linha.
Seis conjuntos de Aliens e Predator Micro Machines também foram planejados por Galoob em 1995, mas nunca foram lançados. Isso também incluiria o LV-426/Outer World Station Action Fleet Playset. Graças em parte à pesquisa de colecionadores de brinquedos, muitas fotos desses brinquedos e protótipos não lançados foram exibidas on-line nos últimos anos.
Em dezembro de 2002, a McFarlane Toys lançou um conjunto altamente detalhado de Alien vs. Predator de luxo. Em 2004, eles produziram uma série de figuras baseadas no filme Alien vs. Predator. Juntamente com as figuras articuladas, McFarlane também lançou estatuetas esculturais representando cenas do filme.
A Hot Toys produziu figuras altas e detalhadas de 16 polegadas para todos os filmes, incluindo Aliens vs. Predator: Requiem em 2007.
A NECA produz várias linhas de figuras de Alien, Predator, Alien vs. Predator e Prometheus por vários anos. Em 2007, eles lançaram duas séries de figuras do Requiem.
Em 2013, uma linha de brinquedos ReAction Figures Alien e Predator foi produzida.
Originalmente tendo produzido figuras baseadas no videogame de 2013 Aliens: Colonial Marines, a Hiya Toys também divulgou figuras baseadas em Predator, Predator 2 e Alien: Covenant.
Funko Pop! Vinyl atualmente, produz linhas contínuas de figuras Alien, Predator, Alien vs. Predator e Prometheus. Minimates produz linhas contínuas de figuras de Aliens, Predator, Alien vs. Predator e Prometheus.
Loot Crate e Titans Vinyl Figures colaboraram na produção de várias figuras e outras mercadorias baseadas em personagens e criaturas do universo de Alien, Predator, Alien vs. Predator e Prometheus.
Atualmente, a Eaglemoss Collections produz a linha atual de action figures Alien & Predator, com base em personagens e criaturas de todos os doze filmes do universo de Alien, Predator, Alien vs. Predator e Prometheus.

### Parques temáticos
Em 4 de agosto de 2014, a Universal Studios confirmou que haverá labirintos assombrados baseados em Alien vs. Predator para seus eventos do Halloween Horror Nights no Universal Studios Hollywood e no Universal Studios Florida.